# Ноньер
Нонье́р (фр. и окс. Nonières) — коммуна во Франции, находится в регионе Рона — Альпы. Департамент коммуны — Ардеш. Входит в состав кантона Ле-Шейлар. Округ коммуны — Турнон-сюр-Рон.
Код INSEE коммуны — 07165.

## Население
Население коммуны на 2008 год составляло 206 человек.
| 1962 | 1968 | 1975 | 1982 | 1990 | 1999 | 2008 |
| ---- | ---- | ---- | ---- | ---- | ---- | ---- |
| 184  | 229  | 184  | 174  | 181  | 180  | 206  |

## Экономика
В 2007 году среди 126 человек в трудоспособном возрасте (15—64 лет) 86 были экономически активными, 40 — неактивными (показатель активности — 68,3 %, в 1999 году было 68,9 %). Из 86 активных работали 78 человек (46 мужчин и 32 женщины), безработных было 8 (3 мужчин и 5 женщин). Среди 40 неактивных 11 человек были учениками или студентами, 15 — пенсионерами, 14 были неактивными по другим причинам.

## Фотогалерея

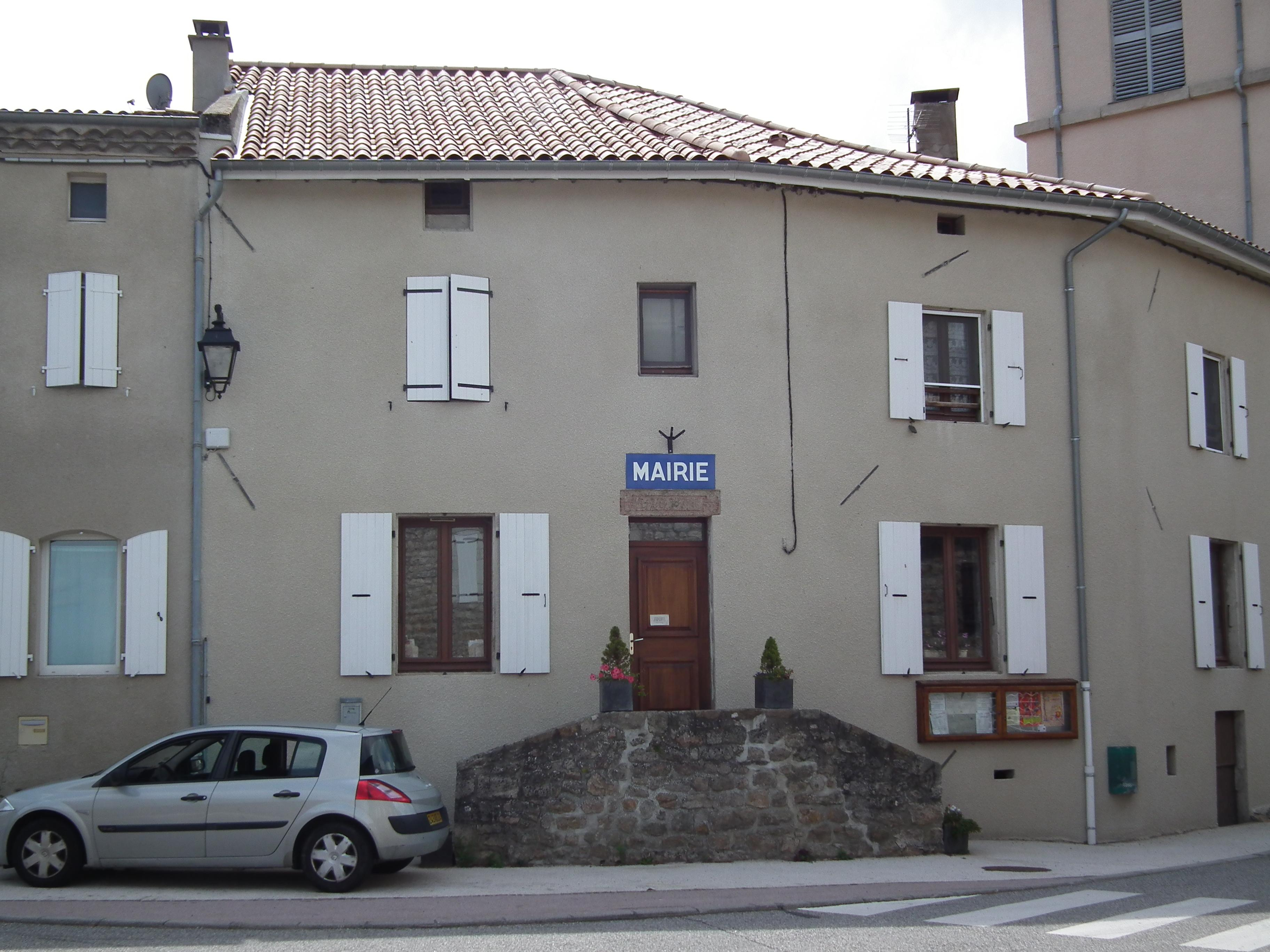
Мэрия
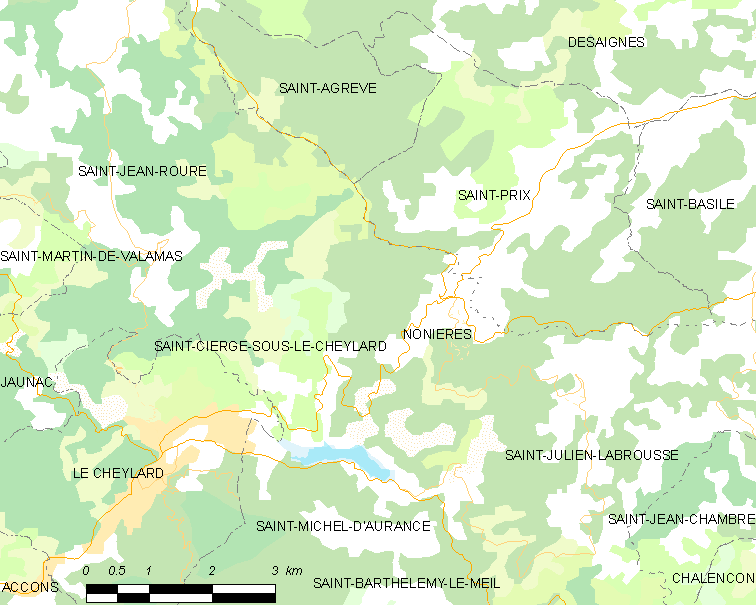
Карта коммуны